# 豆形拳蟹屬
豆形拳蟹屬（學名：Pyrhila）是玉蟹總科玉蟹科坚壳蟹亚科之下的一個新近建立的屬，其物種來自原來的拳蟹屬。
本屬物種的生活环境为海水，棲息於低潮线的沙底。分布於東中國海到南中國海一帶沿岸的
朝鲜半島、日本、中国大陆的广东、福建、山东、辽东湾等地、台湾、马来群岛等。

## 物種
豆形拳蟹屬只有三個物種，由原來拳蟹屬的六個物種重組而成，分別如下：
- 豆形拳蟹 Pyrhila pisum (De Haan, 1841) [3]：即原來的Philyra pisum De Haan, 1841[4]
- 隆线豆形拳蟹 Pyrhila carinata (Bell, 1855)[5]：原來是以下四個物種：
  - 隆线拳蟹（Philyra carinata Bell, 1855）[4]
  - Philyra chefooensis Shen, 1932[6]
  - 疙瘩拳蟹（学名：Philyra tuberculosa Stimpson, 1858）[7]
  - 養馬島拳蟹（学名：Philyra yangmataoensis Shen, 1932）[8]
- Pyrhila biprotubera (Dai & Guan, 1986)[9]：即原來的Philyra biprotubera Dai & Guan, 1986[10][11]